# Inishowen

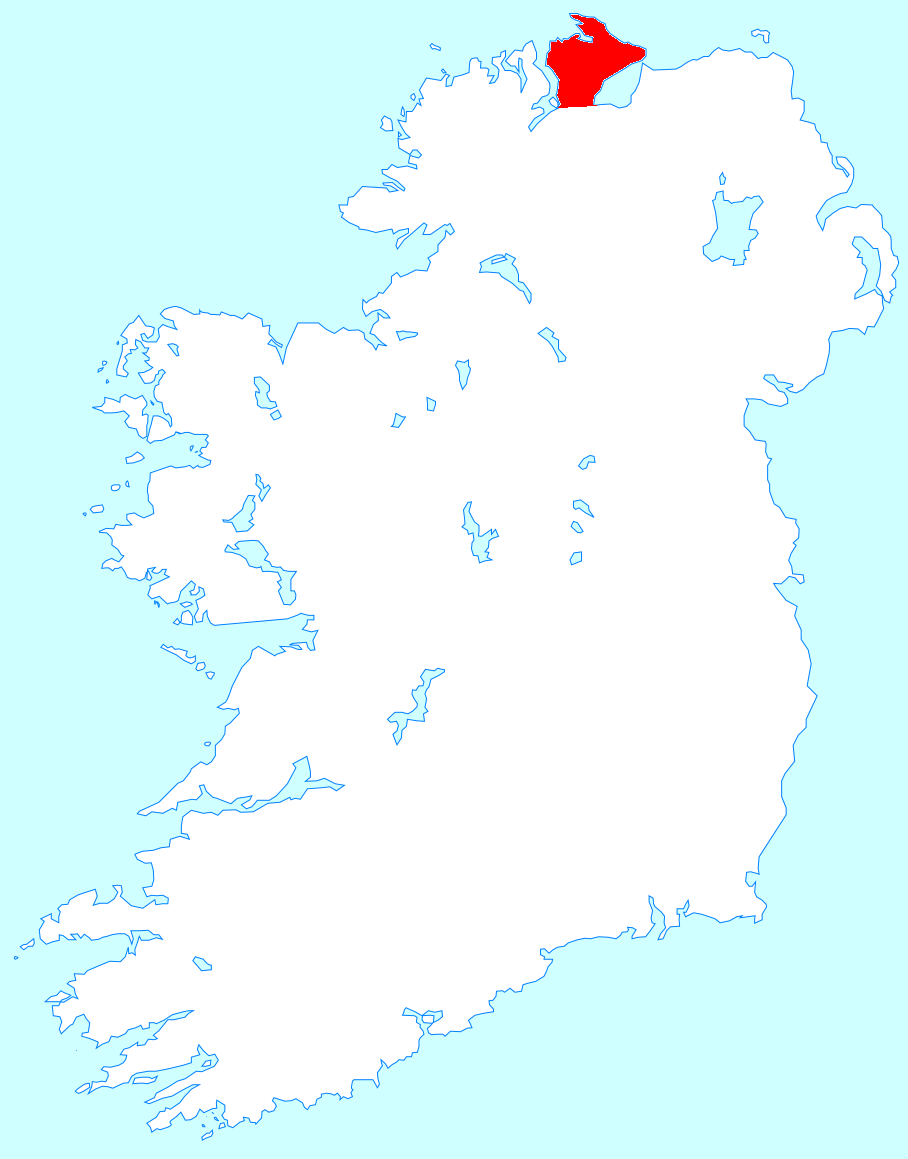
Situation d’Inishowen

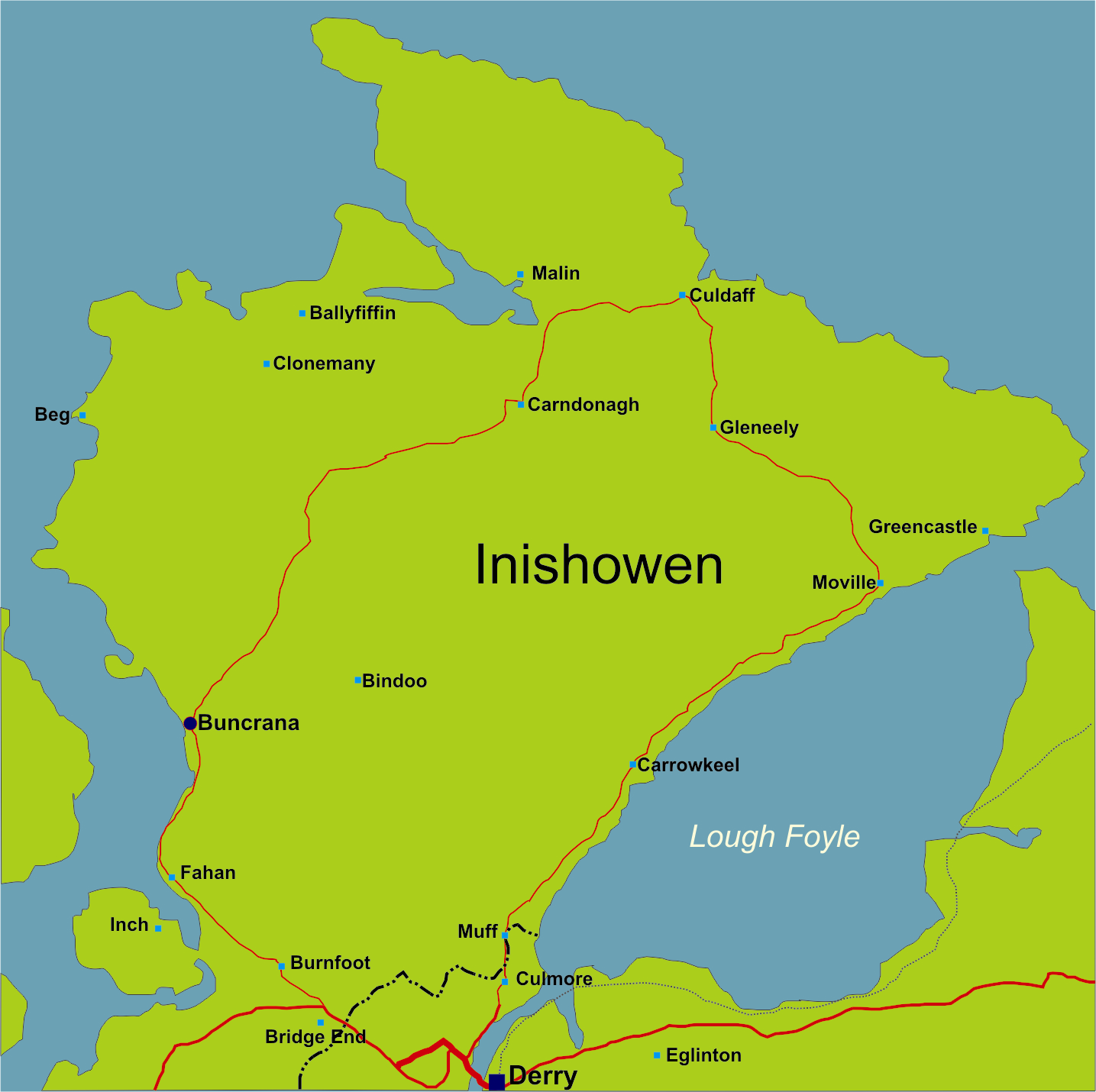
La péninsule d’Inishowen

Inishowen (en irlandais : Inis Eoghain, littéralement : « île d'Eoghan ») est une péninsule située au nord du comté de Donegal. Il s’agit de la plus grande péninsule de l’île d’Irlande.

## Villes et villages d’Inishowen
- Ballyliffin, Buncrana, Bridgend, Burnfoot, Burt
- Carndonagh, Carrowmenagh, Clonmany, Culdaff
- Dunaff
- Fahan
- Glengad, Gleneely, Greencastle
- Killea
- Malin, Malin Head, Moville, Muff
- Newtowncunningham
- Redcastle
- Quigley's Point

## Géographie
Inishowen est une péninsule de 884 kilomètres carrés, située à la pointe nord de l’Irlande. Elle est bordée au nord par l’océan Atlantique, à l’ouest par le Lough Foyle, et à l’est par le Lough Swilly. Elle est reliée au sud au reste du Donegal et au comté de Londonderry par une bande de terre appelée Tír Conaill.
Historiquement les quartiers de Derry situés à l’ouest de la Foyle font partie d’Inishowen. La quasi-totalité des habitants de la péninsule se trouvent sur les côtes. Le centre, presque inhabité, est constitué de montagnes peu élevées, de tourbières. Le sommet le plus élevé est le Slieve Snaght (691 mètres d’altitude) dont le nom irlandais signifie la montagne enneigée.